# Richard Adolf Zsigmondy
Richard Adolf Zsigmondy (Wenen, 1 april 1865 – Göttingen, 24 september 1929) was een Oostenrijks-Duitse scheikundige van Hongaarse afkomst die colloïdes bestudeerde. Hij kreeg in 1925 de Nobelprijs voor Scheikunde voor 'het aantonen van de heterogene structuur van colloïdale oplossingen, de daarbij gebruikte methoden, die daarna standaard praktijk zijn geworden in de moderne colloïdchemie'. De Zsigmondy-krater op de maan is naar hem genoemd.

## Biografie
Zsigmondy was de zoon van de Hongaarse ouders Adolf Zsigmondy en Irma von Szakmáry. Hij had een oudere broer, de wiskundige Karl Zsigmondy (1867-1925). Zijn vader, die een belangrijk promotor was van tandheelkunde in Oostenrijk en enkele belangrijke chirurgische instrumenten had uitgevonden, overleed toen Richard vijftien jaar oud was.
Hij begon te studeren aan de medische faculteit van de Universiteit van Wenen, maar stapte al snel over naar de Technische Universiteit van Wenen om organische scheikunde te studeren. Zijn leermeester was professor Wilhelm von Miller, bij wie hij zijn onderzoekscarrière startte. In München deed hij onderzoek naar indeen en hij promoveerde er in 1889. In 1893 werd hij assistent-hoogleraar in Graz en later accepteerde hij een vergelijkbare positie als assistent van August Kundt in Berlijn. In Graz deed hij zijn belangrijkste werk aan colloïden, deeltjes ter grootte van een micrometer in een vloeistof. Later werkte hij aan goudhydrosols en ontwikkelde hij bij Carl Zeiss AG, samen met de natuurkundige Henry Siedentopf, de slit-ultramicroscoop (1903). Met deze microscoop – geschikt voor de bestudering van deeltjes met een diameter kleiner dan de golflengte van zichtbaar licht – kon hij colloïdale deeltjes volgen ten gevolge van hun lichtdiffractie.
Vanwege zijn kennis over glas en de kleuring ervan kreeg hij in 1897 een baan aangeboden van de Schott glasfabrieken in Jena die hij aannam. Hij vond het beroemd geworden Jenaer Milchglas uit en voerde onderzoek uit naar rood robijnglas. Hij verliet Schott in 1900, maar bleef in Jena als privaatdocent om onderzoek te doen. In 1907 werd Zsigmondy benoemd tot hoogleraar en directeur van het Instituut voor Anorganische Scheikunde aan de Universiteit van Göttingen, waar hij zou aanblijven tot aan zijn pensionering in februari 1929. Hij overleed een paar maanden later in Göttingen. Hij was gehuwd met Laura Luise Müller, die hem twee dochters schonk: Annemarie en Käthe.

## Werken
- Zur Erkenntnis der Kolloide (1905)
- Über Kolloid-Chemie mit besonderer Berücksichtigung der anorganischen Kolloide (1907)
- Kolloide und dem Ultramikroskop (1909)
- Lehrbuch der Kolloidchemie (1912)
- Die chemie von kolloiden (1917)
- Kurzer Leitfaden der technischen Gasanalyse (1920, met G. Jander)
- Das kolloide Gold (1925, met Peter A. Thiessen)

1901: Van 't Hoff ·
1902: E. Fischer ·
1903: Arrhenius ·
1904: Ramsay ·
1905: Baeyer ·
1906: Moissan ·
1907: Buchner ·
1908: Rutherford ·
1909: Ostwald ·
1910: Wallach ·
1911: Curie ·
1912: Grignard, Sabatier ·
1913: Werner ·
1914: Richards ·
1915: Willstätter ·
1918: Haber ·
1920: Nernst ·
1921: Soddy ·
1922: Aston ·
1923: Pregl ·
1925: Zsigmondy ·
1926: Svedberg ·
1927: Wieland ·
1928: Windaus ·
1929: Harden, Euler-Chelpin ·
1930: H. Fischer · 
1931: Bosch, Bergius ·
1932: Langmuir ·
1934: Urey ·
1935: F. Joliot-Curie, I. Joliot-Curie ·
1936: Debye ·
1937: Haworth, Karrer ·
1938: Kuhn ·
1939: Butenandt, Ružička ·
1943: Hevesy · 
1944: Hahn ·
1945: Virtanen ·
1946: Sumner, Northrop, Stanley ·
1947: Robinson · 
1948: Tiselius · 
1949: Giauque ·
1950: Diels, Alder ·
1951: McMillan, Seaborg ·
1952: Martin, Synge ·
1953: Staudinger ·
1954: Pauling ·
1955: Vigneaud ·
1956: Hinshelwood, Semjonov ·
1957: Todd ·
1958: Sanger ·
1959: Heyrovský ·
1960: Libby ·
1961: Calvin ·
1962: Perutz, Kendrew ·
1963: Ziegler, Natta ·
1964: Hodgkin ·
1965: Woodward ·
1966: Mulliken ·
1967: Eigen, Norrish, Porter ·
1968: Onsager ·
1969: Barton, Hassel ·
1970: Leloir ·
1971: Herzberg ·
1972: Anfinsen, Moore, Stein · 
1973: E.O. Fischer, Wilkinson · 
1974: Flory ·
1975: Cornforth, Prelog ·
1976: Lipscomb ·
1977: Prigogine · 
1978: Mitchell ·
1979: Brown, Wittig ·
1980: Berg, Gilbert, Sanger ·
1981: Fukui, Hoffmann ·
1982: Klug ·
1983: Taube ·
1984: Merrifield ·
1985: Hauptman, Karle ·
1986: Herschbach, Lee, Polanyi ·
1987: Cram, Lehn, Pedersen ·
1988: Deisenhofer, Huber, Michel ·
1989: Altman, Cech ·
1990: Corey ·
1991: Ernst ·
1992: Marcus ·
1993: Mullis, Smith ·
1994: Olah ·
1995: Crutzen, Molina, Rowland ·
1996: Curl, Kroto, Smalley ·
1997: Boyer, Walker, Skou ·
1998: Kohn, Pople ·
1999: Zewail ·
2000: Heeger, MacDiarmid, Shirakawa ·
2001: Knowles, Noyori, Sharpless ·
2002: Fenn, Tanaka, Wüthrich ·
2003: Agre, MacKinnon ·
2004: Ciechanover, Hershko, Rose ·
2005: Grubbs, Schrock, Chauvin ·
2006: Kornberg ·
2007: Ertl ·
2008: Shimomura, Chalfie, Tsien ·
2009: Steitz, Yonath, Ramakrishnan ·
2010: Heck, Negishi, Suzuki ·
2011: Shechtman ·
2012: Kobilka, Lefkowitz ·
2013: Karplus, Levitt, Warshel ·
2014: Betzig, Hell, Moerner ·
2015: Lindahl, Modrich, Sancar ·
2016: Sauvage, Stoddart, Feringa ·
2017: Dubochet, Frank, Henderson · 
2018: Arnold, Winter, Smith ·   
2019: Goodenough, Whittingham, Yoshino ·
2020: Charpentier, Doudna ·
2021: List, MacMillan ·
2022: Bertozzi, Meldal, Sharpless ·
2023: Bawendi, Brus, Jekimov ·
2024: Baker, Hassabis, Jumper